# Campoplex nigricanae
Campoplex nigricanae är en stekelart som beskrevs av Horstmann 1980. Campoplex nigricanae ingår i släktet Campoplex och familjen brokparasitsteklar. Inga underarter finns listade.